# Verkiezingen voor het Europees Parlement 1999/Kandidatenlijst/PvdA
Hieronder volgt de kandidatenlijst voor de Europese Parlementsverkiezingen 1999 van P.v.d.A./Europese Sociaaldemocraten.

## De lijst
1. Max van den Berg
2. Ieke van den Burg
3. Jan Marinus Wiersma
4. Joke Swiebel
5. Michiel van Hulten
6. Dorette Corbey
7. Alman Metten
8. Josephine Verspaget
9. Hugo Fernandez Mendes
10. Jan Cremers
11. Henny Helmich
12. Kees Marges
13. Jenny Ijtsma
14. Alvaro Pinto Scholtbach
15. Lo Breemer
16. Ria Meijvogel
17. Joost de Jong
18. Emine Bozkurt